# Nacional Sitjes
Nacional Sitjes, denominada Popular Sitjes durante la guerra civil, fue una marca española de automóviles española, fabricadas por la empresa Fábrica de Automóviles Nacional Sitjes en Barcelona entre 1935 y 1945. La empresa fue fundada por Antoni Sitjes, un mecánico con quince años de experiencia previa en varias fábricas de automóviles de Estrasburgo.

## Historia
Antoni Sitjes ya había fabricado tres modelos de coche en Francia con la intención de poder reproducirlos en unos futuros talleres propios. Cuando vuelve a España creó su empresa y la presentó durante el Salón del Automóvil de Barcelona de 1935 (denominado «VII Exposición Internacional del Automóvil»). A su estand, Nacional Sitjes expuso dos modelos diferentes: uno de dos puertas, uno de cuatro y un cabriolet. El motor, de factura propia, era de cuatro cilindros y 1.235 cc. Al mismo tiempo, la empresa publicó un catálogo con varios modelos dibujados y sin fotografías (puesto que no todos los proyectos estaban en producción), a la vez  que anunciaba la inminente aparición de un modelo de 11 HP y 1.601 cc.

### Guerra civil
Cuando estalla la guerra civil española en 1936, se interrumpe el crecimiento de la empresa, que llegó a construir muy pocas unidades. Aun así, algunos Nacional Sitjes llegaron a ser utilizados como taxis en Barcelona. Desde que comenzó la guerra, la fábrica se tuvo que dedicar construir y transformar vehículos militares. Realizó blindajes para camiones y camionetas y transformó algunos chasis de automóviles en pequeños vehículos blindados. En paralelo todavía se construyeron algunos turismos, los cuales atendida la situación política se comercializaron con el nombre de Popular Sitjes.

### El fin de la empresa
Al final de 1937 se cesó la actividad en la fábrica y no se volvió a retomar hasta el año 1940, cuando se acabó la guerra. Con toda la miseria imperante, solo se pudieron reconstruir unos pocos vehículos de todo tipo. 
Entre 1942 y 1945, la empresa intentó, sin éxito, la fabricación de tractores agrícolas hasta que en 1946 Antoni Sitjes vendió todos sus proyectos de automoción (incluidos planos, patentes y marcas junto con las autorizaciones oficiales de fabricación) a Eusebi Cortés, quién entonces estaba en pleno proceso de creación de la nueva marca Eucort.